# 宜寧南氏
宜寧南氏（ウィリョンナムし、의령남씨）は、朝鮮の氏族の一つ。本貫は慶尚南道宜寧郡である。2015年調査では、171,890人（「宜寧」の別の読み方を含む）である。
始祖は中国の唐の文官であり、日本に使者として派遣された帰りに台風に遭遇し遭難した後、新羅に帰化した南敏（本名金忠）。中国の汝南出身であるため、汝南の南という文字を姓として景徳王から与えられた。
英陽南氏、固城南氏と合同で南氏大宗会をなしている。

## 行列字
| ○世孫  | 20                | 21                | 22                | 23                | 24       | 25       | 26       | 27       | 28                | 29       | 30       | 31       | 32       | 33       | 34       | 35       |
| ------ | ----------------- | ----------------- | ----------------- | ----------------- | -------- | -------- | -------- | -------- | ----------------- | -------- | -------- | -------- | -------- | -------- | -------- | -------- |
| 行列字 | 리（履） 계（啓） | 교（敎） 원（元） | 종（鍾） 정（廷） | 연（淵） 희（熙） | 상（相） | 우（祐） | 기（基） | 현（鉉） | 택（澤） 윤（潤） | 식（植） | 병（炳） | 균（均） | 진（鎭） | 구（求） | 주（柱） | 섭（燮） |
| ○世孫  | 36                | 37                | 38                | 39                | 40       | 41       | 42       | 43       | 44                | 45       | 46       | 47       | 48       | 49       | 50       |          |
| 行列字 | 규（奎）          | 호（鎬）          | 순（淳）          | 근（根）          | 영（榮） | 찬（瓚） | 종（鍾） | 수（洙） | 정（禎）          | 엽（燁） | 주（周） | 일（鎰） | 영（永） | 표（杓） | 형（炯） |          |

## 人口分布
2015年統計によると、多くの自治体の総人口に占める比例が1%未満であるが、貫郷の慶尚南道宜寧郡（346人、総人口の1.41%）と忠清北道陰城郡（959人、総人口の1.12%）では1%を超えている。